# Università di Adelaide
L'Università di Adelaide o University of Adelaide è un'università pubblica australiana di Adelaide. Fondata nel 1874, è la terza più antica dell'Australia.
Vi hanno studiato 5 premi Nobel e 101 studenti insigniti del premio Rhodes Scholarship. Fa parte del Group of Eight.
I suoi campus principali sono situati sul boulevard culturale di North Terrace nel centro della città vicino alla Galleria d'arte del Sud Australia, il Museo dell'Australia Meridionale e la Biblioteca statale dell'Australia Meridionale.
Nel resto della città ha altri 4 campus: Roseworthy College a Roseworthy; The Waite Institute a Glen Osmond; Adelaide University Research Park a Thebarton; e il National Wine Centre (Centro nazionale del Vino) nelle Adelaide Park Lands.